# Johanes Zechner
Johanes Zechner (* 26. November 1953 in Klagenfurt) ist ein österreichischer bildender Künstler. Er lebt in Graz.

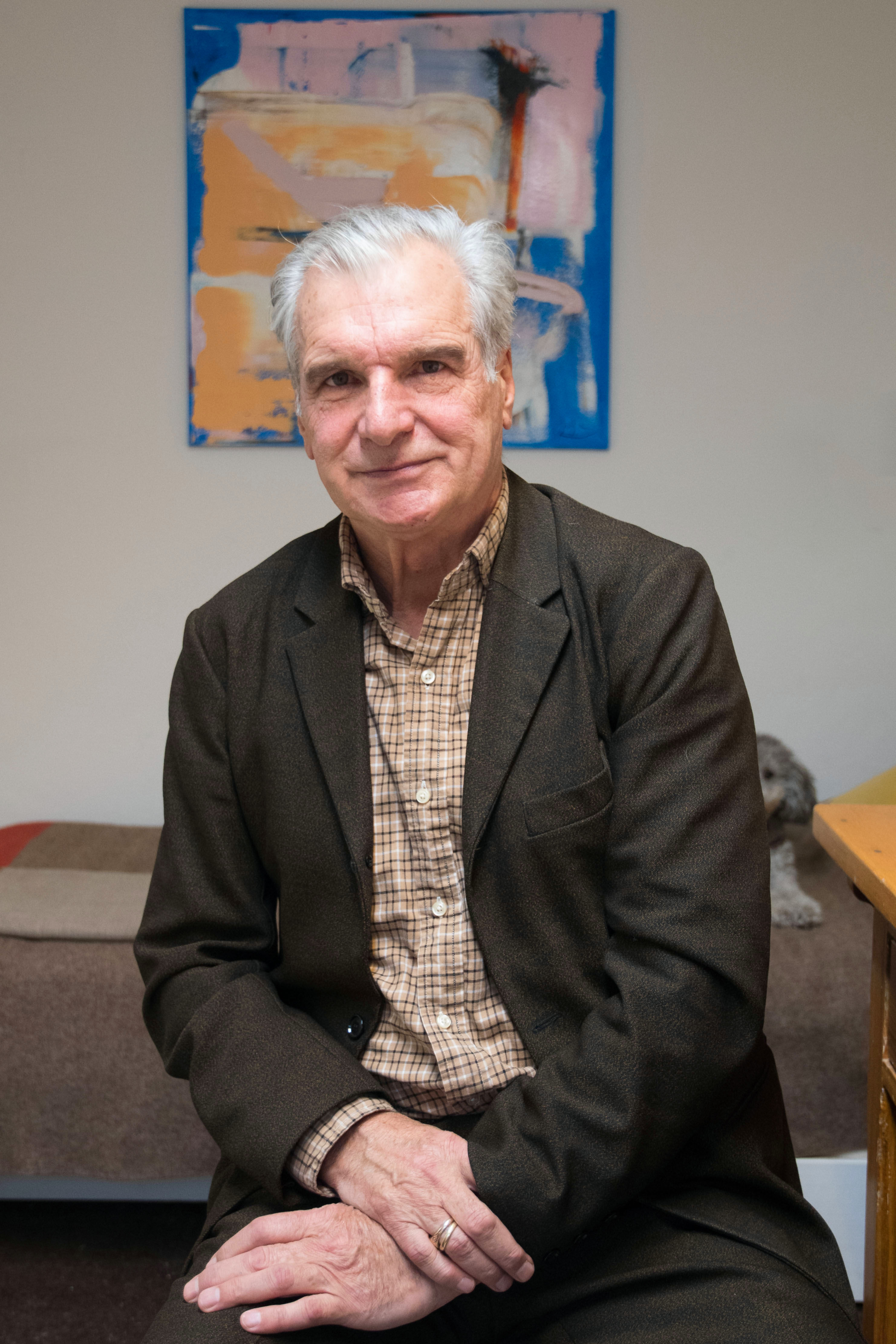
Der Künstler Johanes Zechner in seinem Grazer Atelier, aufgenommen im Dezember 2022

## Leben und Werk
Johanes Zechner zählt zu den wichtigsten Vertretern der „Neuen Malerei“ in Österreich. Er studierte Druckgrafik und Malerei an der Wiener Akademie der bildenden Künste (1972–1978) und am Royal College of Art London. Er ist in zahlreichen internationalen Sammlungen und Museen vertreten.
Zechners künstlerische Strategie seit 1985 besteht aus dem kontinuierlichen Wechsel seines Lebensmittelpunktes, die ihn zu immer neuen Erfahrungen und ortsspezifischem Arbeiten anregt. Resultat dieser meist längeren Aufenthalte in europäischen Städten (Wien, Köln, Berlin, London, Prag, zuletzt Hamburg) und längeren Projektreisen in zahlreiche Länder der Welt (Irland, Israel, Indien, USA, Ghana, Patagonien, Jugoslawien, Griechenland u. a.) ist ein Œuvre, das aus verschiedenen malerischen und druckgrafischen Werkgruppen besteht:
- ABC-Bilder (1982)
- Neue Spiele (1984–1986)
- Kofferarbeiten (mit Bildern gefüllte Koffer) (seit 1986)
- Rustica und Skulpturenzeichnungen (1987–1992)
- Bildnerische Übersetzungen von Lyrik (seit 1992)
- Triptychen und Diptychen (seit 1993)
- Fahnenzyklus (1995/96)
- Retorten-Skulpturen (seit 1998)
- Netzbilder (seit 2000)
- Edition Lessiak (mit Peter Waterhouse) (seit 2000)
- Fähnchen und Netze-Diptychen (2001/02)
- Puzzlepaintings (seit 2002)
- LAB-Serie (seit 2012)
- Der Maidan Werkblock 2015

Sein Werk ist gekennzeichnet von bewussten „sidesteps“ in verschiedene Ausdrucksformen bildender Kunst, etwa in die Performance, Rauminstallation und zum Film. Jedoch kehrt er immer zur Malerei zurück. Nicht nur der intensive Kontakt zu Autoren, Text und Lyrik, sondern auch der Einbezug von Geschlechteridentitäten, Alltagsmythen und elementaren Zeichen hat bei Zechner eine eigene Bildsprache erzeugt. Sie ist konsequent zeitlos und subtil persönlich, gleicht im Ganzen visuell lakonischen, „nicht-expressionistischen Notizen“ (Robert Fleck) seiner Umgebung. Es besteht eine langjährige Zusammenarbeit mit dem Schriftsteller Peter Waterhouse und dem Komponisten Karlheinz Essl.
Werke von Zechner befinden sich in der Sammlung des Belvedere (Wien), im Essl-Museum (Klosterneuburg/Wien), dem Rupertinum-Museum der Moderne (Salzburg), der Kunstsammlung der Stadt Wien, dem Stedelijk Museum (Amsterdam), dem Hessischen Landesmuseum Darmstadt, den Städtischen Kunstsammlungen Chemnitz und der Sammlung Liaunig (Neuhaus/Kärnten). Johanes Zechner ist Mitglied der Wiener Secession und der Sächsischen Akademie der Künste, Dresden.
Zechner erhielt Lehraufträge an der Universität für angewandte Kunst Wien und an der Gerrit Rietveld Academie.

## Kunst im öffentlichen Raum

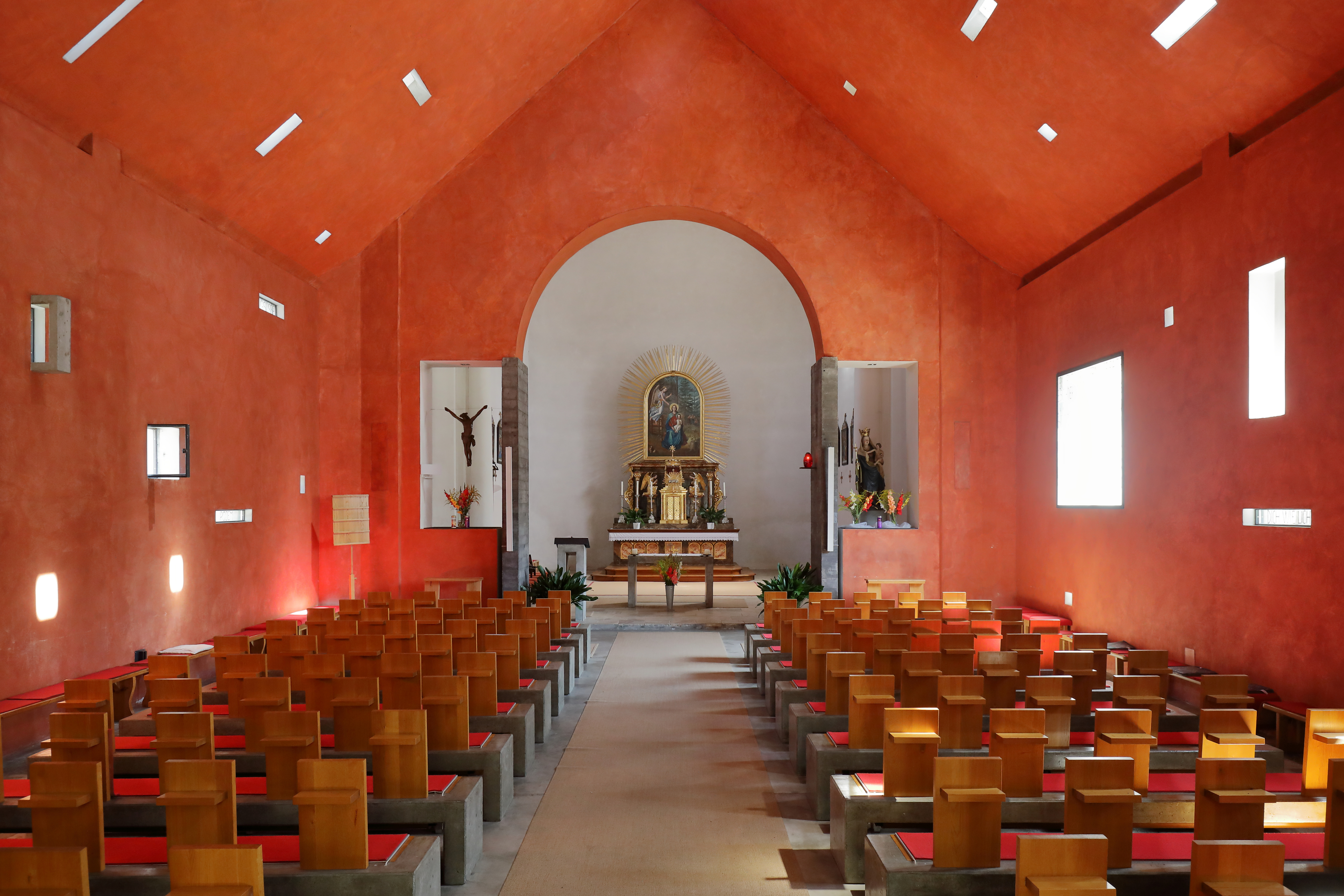
Ausgestaltung der Autobahnkirche Dolina

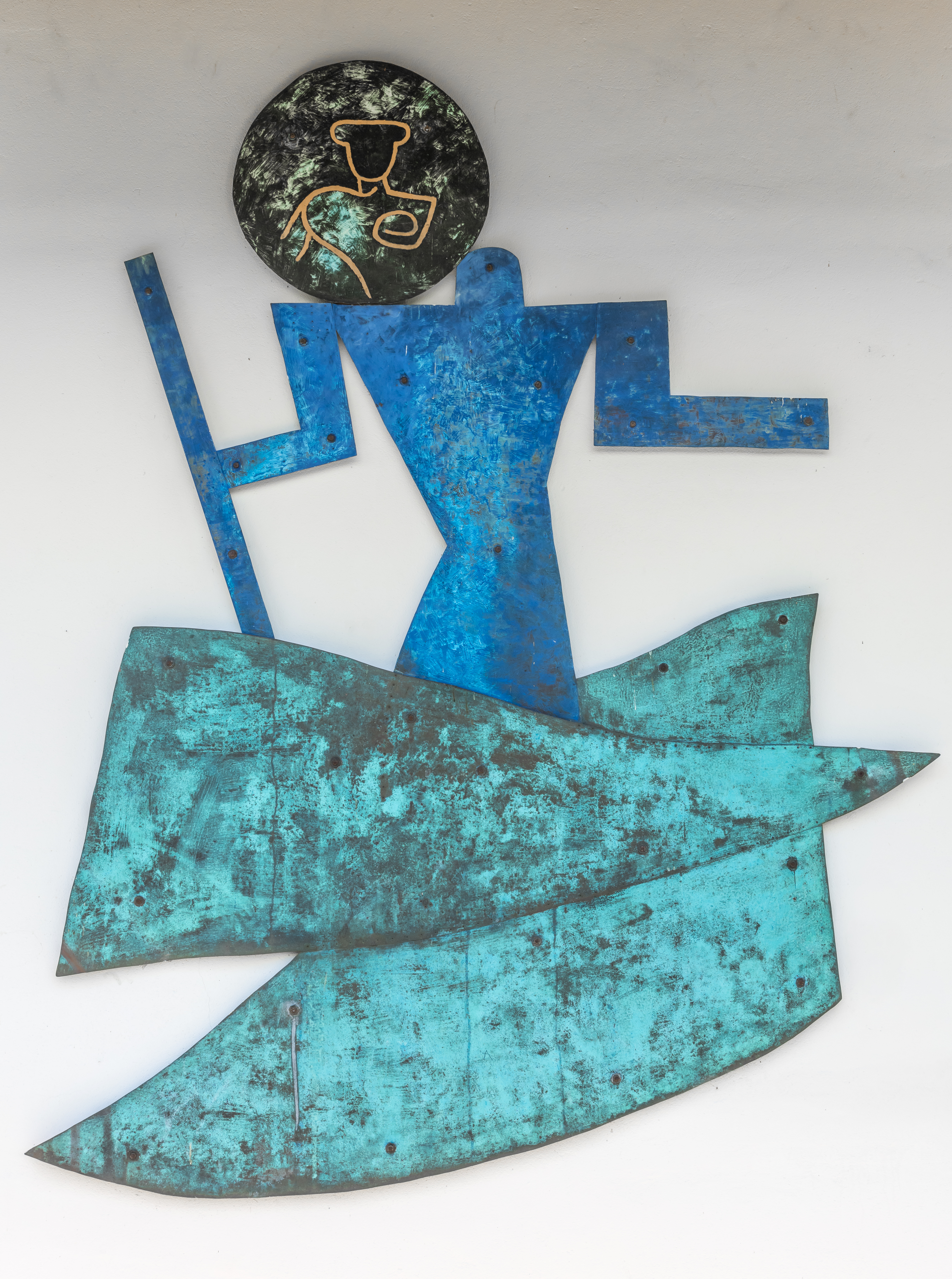
Hl. Christophorus an der Pfarrkirche Klagenfurt-Wölfnitz

- 1994 Pendel-Skulptur im Außenbereich der Strahlentherapie im Klinikum Klagenfurt am Wörthersee
- 1999 Farbkonzept und Glasfenster der Autobahnkirche Dolina
- 2009 meiner Sterne, Universität Klagenfurt

## Auszeichnungen
- 1974 Leopold-Goëss-Förderungspreis, Klagenfurt
- 1987 Anton-Faistauer-Preis für Malerei des Landes Salzburg
- 1987–1988 British Council Stipendium, London
- 1992 Preis beim Österreichischen Grafikwettbewerb, Innsbruck
- 2001 Moldaustipendium
- 2002 Arbeitsstipendium des BKA-Kunst, Wien

## Einzelausstellungen
- 1973: Kunstverein Klagenfurt
- 1977: "Spuren der Klarheit", Galerie Hildebrand, Klagenfurt
- 1978: "Berührung", Secession Wien
- 1979: Kulturstock Zwo, Graz, Kunstverein Klagenfurt
- 1981: Steirischer Herbst, Katholische Hochschulgemeinde Graz
- 1982: "ABC etc.", Galerie Ariadne, Wien (mit Katalog)
- 1983: "Narziss und Echo", Galerie Droschl, Graz, Galerie Bloch, Innsbruck, Galerie Slama, Klagenfurt
- 1984: "Neue Spiele", Galerie Heike Curtze, Wien (mit Katalog); studio f, Ulm; Institut Unzeit, Berlin (mit Hans Kupelwieser)
- 1991: Galerie Thaddaeus Ropac, Salzburg,Triptychen
- 1992: Studiogalerie des Städtischen Museums, Schloss Morsbroich, Leverkusen
- 1993: Städtische Kunstsammlungen Chemnitz und Akademie der bildenden Künste Wien, WIEN B
- 1996: Galerie Ulysses Wien, Fahnenbilder
- 1998: Kulturhaus der Stadt Graz, Hirnschneien- der Reinhard Priessnitz-Zyklus, Graz
- 2000: Galerie Lelong Zürich (mit Erwin Bohatsch)
- 2002: Rupertinum, Museum für Moderne Kunst Salzburg und Lippische Gesellschaft für Kunst e.V. Detmold, Fähnchen und Netze
- 2006: Essl Museum, Klosterneuburg, Trauma und Traum – der Berlin Koffer
- 2007: Museum Moderner Kunst Passau – Stiftung Wörlen, Skulpturen
- 2008: Minoriten Galerien Graz – Diese Weiße Ekstase. – 99 Zeichnungen mit Sätzen von Inger Christensen
- 2010: Galerie Ruth Sachse, WIENNEU
- 2013: Minoriten Galerien Graz, "WORT UND WANGE, der Friederike-Mayröcker-Zyklus"
- 2015: M17 art center, Kiew, "Der Maydan Werkblock"

## Publikationen
- Narziss und Echo. 14 Radierungen von Johanes Zechner. Mit einem Text von Reinhard Priessnitz. Literaturverlag Droschl, Graz 1983, ISBN 3-85420-040-4.
- Neue Spiele. Mit einem Text von Johann-Karl Schmidt, Galerie Heike Curtze, Düsseldorf und Wien, Juni 1984
- Wien B. Mit einem Beitrag von Sean Rainbird und Gedichten von Peter Waterhouse, Malerei. Kunstsammlungen Chemnitz, Chemnitz 1993.
- Reinhard Priessnitz, Johanes Zechner: Blaue Lauben. Bilder zu Gedichten. Mit einem Vorwort von Otto Breicha und einem Nachwort von Astrit Schmidt-Burckhardt.  Literaturverlag Droschl, Graz/Wien 1998.
- Diese weisse Ekstase. Zeichnungen mit Sätzen aus det/das von Inger Christensen. Künstlerbuch. Folio Verlag, Wien 2008, ISBN 978-3-85256-402-9.
- Johannes Rauchenberger (Hrsg.): Johanes Zechner : Die Mayröcker-Übersetzung. 2008–2014. Mit Textbeiträgen von Rainald Franz, Johannes Rauchenberger und Peter Waterhouse. Verlag Bibliothek der Provinz, Weitra 2014, ISBN 978-3-99028-347-9.
- Was ist Dunkelheit? In: Lichtungen. Zeitschrift für Literatur, Kunst und Zeitkritik. Nr. 168/2021, S. 111–124.
- Günther Holler-Schuster (Hrsg.): Jo Hanes. Das linkshändige U. ars edition. Verlag der Provinz, Weitra 2023, ISBN 978-3-99126-210-7.